# Tiroteo

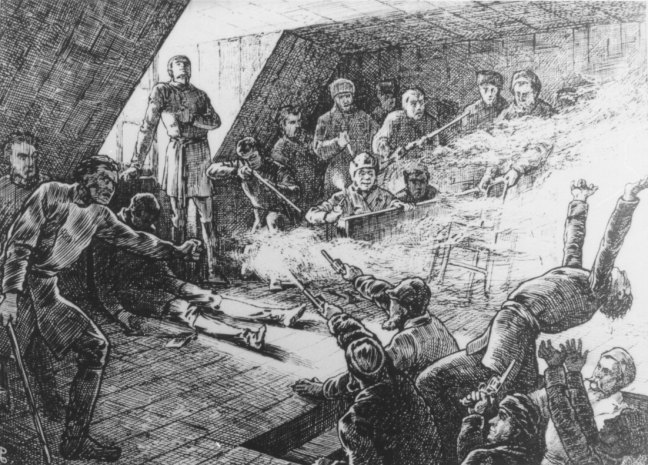
Tiroteo en casa de André Albert el 27 de enero de 1875

Se llama tiroteo a la acción de disparar tiros continuados con armas de fuego especialmente con las de mano (armas portátiles), pues cuando se hace con piezas de artillería la acción recibe el nombre de «cañonear». 
En el ámbito militar, se emplea comúnmente para las partidas de avanzada, descubierta o las formadas por una pequeña cantidad de soldados.